# Liste der Brücken über die Suhre
Die Liste der Brücken über die Suhre enthält die Suhre-Brücken vom Ausfluss aus dem Sempachersee in Oberkirch bis zur Mündung bei Aarau in die Aare.

## Brückenliste
160 Übergänge überspannen den Fluss: 76 Strassen- und Feldwegbrücken, 62 Fussgänger- und Velobrücken, 10 Gebäude-«Brücken», 7 Eisenbahnbrücken und 5 Wehrstege.

### Luzerner Surental
53 Übergänge überspannen die Sure im Kanton Luzern.
| Bild                                                         | Name                                  | Ort                | Lage | Funktion                                                              | Konstruktion  | Material    | Länge in m | Höhe m ü. M. | Bemerkungen |
| ------------------------------------------------------------ | ------------------------------------- | ------------------ | ---- | --------------------------------------------------------------------- | ------------- | ----------- | ---------- | ------------ | --- |
|                                                              | Unbenannter Steg                      | Oberkirch          |      | Wehrbrücke                                                            | Balkenbrücke  | Holz Stahl  | 6          | 504          | |
|                                                              | Unbenannte Brücke                     | Oberkirch          |      | Feldwegbrücke mit Schotteroberfläche                                  | Balkenbrücke  | Beton       | 6          | 504          | Wanderland-Route 599 Sempachersee-Moosweg (Sursee–Nottwil) Hinweistafel «Fischen verboten» |
|                                                              | Unbenannter Steg                      | Oberkirch          |      | Fussgängerbrücke                                                      | Bogenbrücke   | Holz Stahl  | 8          | 504          | Holzbogenbrücke mit Stahlgeländer Fussweg zum Bauernhof Lindenhof |
|                                                              | Zwimpfer-Brücke                       | Oberkirch          |      | Fussgängerbrücke                                                      | Balkenbrücke  | Holz Stahl  | 10         | 504          | Holzbrücke mit Stahlgeländer |
|                                                              | Unbenannte Brücke                     | Oberkirch          |      | Strassenbrücke, dient heute Fussgängern und Velofahrern               | Bogenbrücke   | Stein Beton | 14         | 504          | Gebaut 1806, diente der neuen Baselstrasse als Übergang 1806–1830, restauriert 2003 Die sogenannte «Römerbrücke» ist im Kantonalen Bauinventar als schützenswert aufgeführt. |
|                                                              | Surenbrücke Oberkirch (Luzernstrasse) | Oberkirch          |      | Strassenbrücke (zweispurig) mit Trottoirs                             | Bogenbrücke   | Stein Beton | 30         | 512          | Gebaut 1830, restauriert 1846/47 und 1930, Brüstung und Geländer neu erstellt 1975 Das Bauwerk ist im Kantonalen Bauinventar als schützenswert aufgeführt. Seit den 1930er Jahren ist das Bauwerk im Gemeindewappen enthalten. Höchstgeschwindigkeit 50 km/h ARAG-Buslinie 65 (Sursee – Oberkirch – Nottwil) Blumenkisten schmücken die Brückengeländer Die hydrometrische Messstation Suhre - Oberkirch (2417) vom Bundesamt für Umwelt (BAFU) befindet sich flussabwärts auf der rechten Flussseite. |
|                                                              | Unbenannter Steg                      | Oberkirch          |      | Fussgängerbrücke                                                      | Balkenbrücke  | Stahl Holz  | 15         | 504          | Die Holzbrücke auf Stahlfundamenten befindet sich auf der rechten Flussseite im Steinbogen der Surenbrücke Oberkirch. Wanderweg |
|                                                              | Unbenannter Steg                      | Oberkirch          |      | Fussgängerbrücke                                                      | Balkenbrücke  | Stahl Holz  | 8          | 504          | |
|                                                              | Meienriesli-Brücke                    | Oberkirch          |      | Fussgänger- und Velobrücke                                            | Balkenbrücke  | Beton Stahl | 10         | 504          | Wanderweg |
|                                                              | Unbenannter Steg                      | Oberkirch          |      | Fussgängerbrücke                                                      | Bogenbrücke   | Stahl Holz  | 8          | 504          | |
|                                                              | Unbenannter Steg                      | Oberkirch          |      | Fussgängerbrücke                                                      | Balkenbrücke  | Stahl       | 8          | 503          | |
|                                                              | Unbenannte Brücke                     | Oberkirch          |      | Fussgänger- und Velobrücke                                            | Bogenbrücke   | Stahl Holz  | 16         | 503          | Gebaut 2020 |
|                                                              | Münigenstrasse-Brücke                 | Oberkirch          |      | Strassenbrücke (einspurig) mit Trottoir                               | Balkenbrücke  | Beton       | 13         | 503          | Höchstgeschwindigkeit 30 km/h Wanderweg |
|                                                              | Unbenannter Steg                      | Oberkirch          |      | Wehrbrücke (stillgelegtes Kraftwerk)                                  | Balkenbrücke  | Stahl Holz  | 6          | 502          | Privater Übergang auf dem Calida-Areal. Hinweistafeln beim Schieberhaus: «Betreten verboten wegen Unfallgefahr!» und «Fischen verboten» |
|                                                              | Calida-Gebäude                        | Sursee – Oberkirch |      | Gebäude-«Brücke»                                                      | Bachdurchlass | Beton       | 60         | 502          | Bürogebäude, gebaut 1954 |
|                                                              | Unbenannte Brücke                     | Sursee – Oberkirch |      | Feldwegbrücke                                                         | Balkenbrücke  | Beton       | 10         | 501          | Wanderweg |
|                                                              | Unbenannter Steg                      | Sursee             |      | Fussgängerbrücke                                                      | Balkenbrücke  | Beton Stahl | 8          | 501          | Allgemeines Fahrverbot |
|                                                              | Unbenannter Steg                      | Sursee             |      | Wehrbrücke                                                            | Balkenbrücke  | Stahl Holz  | 16         | 500          | Übergang ist nicht behindertengerecht (Treppe). |
|                                                              | Unbenannte Brücke                     | Sursee             |      | Strassenbrücke (zweispurig)                                           | Balkenbrücke  | Beton       | 10         | 500          | Höchstgeschwindigkeit 30 km/h Wanderweg |
|                                                              | Unbenannter Steg                      | Sursee             |      | Fussgängerbrücke                                                      | Balkenbrücke  | Stahl Holz  | 10         | 500          | |
|                                                              | Badstrasse-Brücke                     | Sursee             |      | Strassenbrücke (einspurig) mit beidseitigen Holzstegen für Fussgänger | Balkenbrücke  | Beton Holz  | 20         | 500          | Vortritt vor dem Gegenverkehr (Fahrtrichtung Ost) Höchstgeschwindigkeit 30 km/h |
|                                                              | Unbenannte Brücke                     | Sursee             |      | Fussgängerbrücke                                                      | Balkenbrücke  | Holz        | 12         | 500          | |
|                                                              | Unbenannter Steg                      | Sursee             |      | Fussgängerbrücke mit Metalltor                                        | Balkenbrücke  | Beton       | 5          | 500          | Privater Durchgang |
|                                                              | Wilemattstrasse‑1-Gebäude             | Sursee             |      | Gebäude-«Brücke»                                                      | Bachdurchlass | Beton       | 15         | 500          | |
|                                                              | Centralstrasse-Brücke                 | Sursee             |      | Strassenbrücke (zweispurig) mit Trottoirs                             | Balkenbrücke  | Beton       | 8          | 498          | Begegnungszone Höchstgeschwindigkeit 20 km/h PostAuto-Buslinie 86 (Sursee Spital – Post – Bahnhof – Campus Sursee) |
|                                                              | Unbenannter Steg                      | Sursee             |      | Fussgängerbrücke                                                      | Balkenbrücke  | Beton       | 8          | 498          | |
|                                                              | Bahnhofstrasse-Brücke                 | Sursee             |      | Strassenbrücke (zweispurig)                                           | Balkenbrücke  | Beton       | 8          | 498          | Fahrverbot für Motorwagen, Motorräder und Motorfahrräder: Ausgenommen 06.00–22.00 Anwohner Altstadt und Personen mit Spezialbewilligung Höchstgeschwindigkeit 30 km/h Veloland-Route 3 Nord-Süd-Route (Etappe 2 Aarau–Luzern), Route 84 Mittelländer Hügelroute (Etappe 2 Langenthal–Sursee) und Route 94 L'Areuse–Emme–Sihl (Etappe 4 Huttwil–Hochdorf (Urswil)) Wanderland-Route 7 Via Gottardo (Etappe 6 Sursee–Luzern) und Route 559 Sempachersee-Moosweg (Sursee–Nottwil)                         |
|                                                              | Unbenannter Steg                      | Sursee             |      | Fussgängerbrücke                                                      | Balkenbrücke  | Stahl Holz  | 4          | 498          | Übergang ist nicht behindertengerecht (Treppe). |
|                                                              | St.‑Georg‑Strasse‑2-Gebäude           | Sursee             |      | Gebäude-«Brücke»                                                      | Bachdurchlass | Beton Holz  | 40         | 498          | Gebaut 2004 |
|                                                              | Unbenannter Steg                      | Sursee             |      | Fussgängerbrücke                                                      | Balkenbrücke  | Stahl Holz  | 5          | 498          | Übergang befindet sich auf dem Gebäudeareal St. Georg-Strasse 2. |
|                                                              | St.‑Urban‑Strasse-Brücke              | Sursee             |      | Strassenbrücke (einspurig) mit Trottoir                               | Balkenbrücke  | Beton       | 18         | 497          | Brücke führt über alte Sure und Surenkanal Höchstgeschwindigkeit 30 km/h |
|                                                              | Bahnhöfliweg-Brücke                   | Sursee             |      | Fussgänger- und Velobrücke                                            | Balkenbrücke  | Beton       | 18         | 497          | Brücke führt über alte Sure und Surenkanal Wanderweg |
|                                                              | Unbenannter Übergang                  | Sursee             |      | Fussgängerbrücke                                                      | Bachdurchlass | Stahl       | 10         | 497          | Wanderweg |
|                                                              | Ringstrasse-Nord-Brücke               | Sursee             |      | Strassenbrücke (vierspurig) mit Mittelstreifen                        | Bachdurchlass | Stahl       | 40         | 497          | Höchstgeschwindigkeit 60 km/h ARAG-Buslinien 65 (Sursee – Oberkirch – Nottwil) und 66 (Sursee – Ettiswil – Willisau) PostAuto-Buslinien 81 (Sursee – Beromünster – Menziken), 83 (Sursee – Etzelwil), 84 (Sempach Station – Sursee), 85 (Sursee – Winikon), 87 (Beromünster – Sursee) und 399 (Beinwil am See – Rickenbach – Sursee) Veloland-Route 3 Nord-Süd-Route (Etappe 2 Aarau–Luzern) und der Suhrenuferweg unterqueren die Brücke auf der linken Flussseite                                    |
|                                                              | Moosgasse-Brücke                      | Sursee             |      | Fussgänger- und Velobrücke                                            | Balkenbrücke  | Stahl Holz  | 30         | 497          | |
|                                                              | Unbenannter Steg                      | Sursee             |      | Fussgänger- und Velobrücke                                            | Balkenbrücke  | Stahl Holz  | 20         | 497          | Stahlträger sind in der Brückenmitte an einem Holzdach befestigt. |
|                                                              | Unbenannter Steg                      | Sursee             |      | Fussgänger- und Velobrücke                                            | Balkenbrücke  | Stahl Holz  | 20         | 497          | Stahlträger sind in der Brückenmitte an einem Holzdach befestigt. |
|                                                              | Zeughausstrasse-Brücke                | Sursee             |      | Strassenbrücke (zweispurig) mit Trottoirs und Eisenbahngleis          | Balkenbrücke  | Beton       | 40         | 496          | Höchstgeschwindigkeit 50 km/h Veloland-Route 3 Nord-Süd-Route (Etappe 2 Aarau–Luzern) Wanderweg ARAG-Buslinie 66 (Sursee – Ettiswil – Willisau) PostAuto-Buslinie 85 (Sursee – Triengen – Schöftland) |
|                                                              | Unbenannte Brücke                     | Sursee             |      | Feldwegbrücke mit Rohrleitung an der Brückenseite                     | Balkenbrücke  | Beton Stahl | 10         | 495          | |
|                                                              | A2‑Brücke                             | Sursee             |      | Autobahnbrücke (vierspurig)                                           | Balkenbrücke  | Beton       | 40         | 495          | Höchstgeschwindigkeit 120 km/h |
|                                                              | Sursee‑Triengen‑Bahn-Brücke           | Sursee             |      | Eisenbahnbrücke (eingleisig)                                          | Balkenbrücke  | Beton       | 30         | 495          | Höchstgeschwindigkeit 50 km/h Die Eisenbahnstrecke Sursee–Triengen wird heute von SBB Cargo für den regionalen Güterverkehr genutzt. Ausserdem verkehren auf dieser Strecke nostalgische Dampffahrten. |
|                                                              | Unbenannte Brücke                     | Sursee             |      | Feldwegbrücke                                                         | Balkenbrücke  | Beton       | 10         | 494          | Wanderweg |
|                                                              | Unbenannte Brücke                     | Sursee             |      | Feldwegbrücke                                                         | Balkenbrücke  | Beton       | 10         | 493          | |
|                                                              | Unbenannte Brücke                     | Knutwil – Sursee   |      | Feldwegbrücke                                                         | Balkenbrücke  | Beton       | 10         | 492          | |
|                                                              | Schaubernbrücke                       | Knutwil – Geuensee |      | Strassenbrücke (zweispurig) mit Trottoir                              | Balkenbrücke  | Beton       | 15         | 489          | Höchstgeschwindigkeit 80 km/h |
|                                                              | Unbenannte Brücke                     | Knutwil – Büron    |      | Feldwegbrücke                                                         | Balkenbrücke  | Beton       | 10         | 487          | |
|                                                              | Knutwilerstrasse-Brücke               | Knutwil – Büron    |      | Strassenbrücke (zweispurig) mit Trottoir                              | Balkenbrücke  | Beton       | 10         | 486          | Höchstgeschwindigkeit 80 km/h PostAuto-Buslinie 83 (Sursee – Büron – Schlierbach – Etzelwil) |
|                                                              | Unbenannte Brücke                     | Knutwil – Büron    |      | Feldwegbrücke                                                         | Balkenbrücke  | Beton       | 10         | 486          | Wanderweg |
|                                                              | Unbenannter Steg                      | Knutwil – Büron    |      | Fussgängerbrücke                                                      | Balkenbrücke  | Stahl Holz  | 8          | 485          | |
|                                                              | Unbenannte Brücke                     | Knutwil – Triengen |      | Fussgängerbrücke                                                      | Balkenbrücke  | Beton       | 8          | 484          | Wanderweg Übergang bei der Abwasserreinigungsanlage (ARA) Surental. |
|                                                              | Neuhusstrasse-Brücke                  | Triengen           |      | Strassenbrücke (zweispurig) mit Trottoirs 51                          | Balkenbrücke  | Beton       | 23         | 484          | Höchstgeschwindigkeit 80 km/h |
| Im Bau (Bild von Juli 2021) Neue Brücke (Bild von März 2022) | Surebrücke Triengen (Mühlegasse)      | Winikon – Triengen |      | Strassenbrücke (zweispurig) mit Trottoir 52                           | Balkenbrücke  | Beton       | 20         | 483          | Neubau 2021, ersetzte Brücke aus den frühen 1950er Jahren Höchstgeschwindigkeit 80 km/h PostAuto-Buslinie 85 (Sursee – Triengen – Schöftland) |
|                                                              | Unbenannte Brücke                     | Winikon – Triengen |      | Strassenbrücke (einspurig) mit Rohrleitungen an der Brückenseite      | Balkenbrücke  | Beton       | 15         | 483          | Fahrverbot für Motorwagen und Motorräder Andere Gefahren: Schulweg Wanderweg |

### Surenkanal Sursee
Um die Mitte des 13. Jahrhunderts wurde ein Arm der Sure als künstlicher Kanal durch die Unterstadt angelegt.
Der Surenkanal mit Wehranlagen ist im Kantonalen Bauinventar als schützenswert aufgeführt.
22 Übergänge überspannen die neue Sure.
| Bild | Name                            | Ort    | Lage | Funktion                                                                  | Konstruktion  | Material    | Länge in m | Höhe m ü. M. | Bemerkungen |
| ---- | ------------------------------- | ------ | ---- | ------------------------------------------------------------------------- | ------------- | ----------- | ---------- | ------------ | --- |
|      | Unbenannte Brücke               | Sursee |      | Strassenbrücke (zweispurig) mit Rohrleitungen an der Brückenseite         | Balkenbrücke  | Beton       | 10         | 500          | Höchstgeschwindigkeit 30 km/h |
|      | Unbenannter Steg                | Sursee |      | Fussgängerbrücke mit abschliessbarem Holztor auf der rechten Flussseite   | Balkenbrücke  | Stahl Holz  | 8          | 500          | |
|      | Unbenannter Steg                | Sursee |      | Fussgängerbrücke mit abschliessbarem Metalltor auf der rechten Flussseite | Balkenbrücke  | Stahl Holz  | 8          | 500          | |
|      | Badstrasse-Brücke               | Sursee |      | Strassenbrücke (einspurig) mit beidseitigen Holzstegen für Fussgänger     | Balkenbrücke  | Beton Holz  | 20         | 500          | Dem Gegenverkehr Vortritt lassen (Fahrtrichtung West) Höchstgeschwindigkeit 30 km/h |
|      | Unbenannter Steg                | Sursee |      | Wehrbrücke mit beidseitigen abschliessbaren Metalltoren                   | Balkenbrücke  | Beton Stahl | 8          | 500          | Privater Übergang |
|      | Unbenannter Steg                | Sursee |      | Fussgängerbrücke                                                          | Balkenbrücke  | Holz        | 8          | 500          | |
|      | Unterer-Graben-Brücke           | Sursee |      | Fussgänger- und Velobrücke                                                | Bogenbrücke   | Beton       | 12         | 500          | Wanderweg |
|      | Unbenannte Brücke               | Sursee |      | Fussgängerbrücke                                                          | Balkenbrücke  | Stahl Holz  | 12         | 500          | Der Übergang hat keine seitlichen Geländer, das in der Bachmitte gelegene offene Oval dagegen ist mit einem schlichten Staketengeländer gesichert. |
|      | Turbinenhaus-Stadtmühle-Gebäude | Sursee |      | Gebäude-«Brücke»                                                          | Bachdurchlass | Beton       | 16         | 500          | |
|      | Hirschengasse-Brücke            | Sursee |      | Strassenbrücke (einspurig)                                                | Balkenbrücke  | Beton       | 8          | 500          | |
|      | Unbenannter Steg                | Sursee |      | Fussgänger- und Velobrücke                                                | Balkenbrücke  | Holz        | 6          | 498          | Übergang zum Gebäude Surengasse 22. |
|      | Unbenannter Steg                | Sursee |      | Fussgänger- und Velobrücke                                                | Balkenbrücke  | Holz        | 6          | 498          | Übergang zum Gebäude Surengasse 14. |
|      | Unbenannter Steg                | Sursee |      | Fussgänger- und Velobrücke                                                | Balkenbrücke  | Holz        | 6          | 498          | Übergang zum Gebäude Surengasse 8. |
|      | Altstadtgasse-Übergang          | Sursee |      | Fussgängerplatz                                                           | Bachdurchlass | Beton       | 30         | 498          | |
|      | Centralstrasse-Brücke           | Sursee |      | Strassenbrücke (zweispurig) mit Trottoirs                                 | Bachdurchlass | Beton       | 15         | 498          | Begegnungszone Höchstgeschwindigkeit 20 km/h Buslinie 86 Sursee Spital – Oberkirch, Campus Sursee |
|      | Schützenhaus-Gebäude            | Sursee |      | Gebäude-«Brücke»                                                          | Bachdurchlass | Beton       | 20         | 498          | Das Schützenhaus ist denkmalgeschützt. |
|      | Bahnhofstrasse-Brücke           | Sursee |      | Strassenbrücke (zweispurig)                                               | Bachdurchlass | Beton       | 12         | 497          | Fahrverbot für Motorwagen, Motorräder und Motorfahrräder: Ausgenommen 06.00–22.00 Anwohner Altstadt und Personen mit Spezialbewilligung Höchstgeschwindigkeit 30 km/h Veloland-Route 3 Nord-Süd-Route (Etappe 2 Aarau–Luzern), Route 84 Mittelländer Hügelroute (Etappe 2 Langenthal–Sursee) und Route 94 L'Areuse–Emme–Sihl (Etappe 4 Huttwil–Hochdorf (Urswil)) Wanderland-Route 7 Via Gottardo (Etappe 6 Sursee–Luzern) und Route 559 Sempachersee-Moosweg (Sursee–Nottwil) |
|      | Unbenannter Steg                | Sursee |      | Fussgängerbrücke                                                          | Balkenbrücke  | Beton       | 6          | 497          | |
|      | Bahnhofstrasse‑2-Gebäude        | Sursee |      | Gebäude-«Brücke»                                                          | Bachdurchlass | Beton       | 20         | 497          | |
|      | Unbenannter Steg                | Sursee |      | Fussgängerbrücke                                                          | Balkenbrücke  | Holz        | 6          | 497          | Wanderweg |
|      | St.‑Urban‑Strasse-Brücke        | Sursee |      | Strassenbrücke (einspurig) mit Trottoir                                   | Balkenbrücke  | Beton       | 18         | 497          | Brücke führt über alte Sure und Surenkanal Höchstgeschwindigkeit 30 km/h |
|      | Bahnhöfliweg-Brücke             | Sursee |      | Fussgänger- und Velobrücke                                                | Balkenbrücke  | Beton       | 18         | 497          | Brücke führt über alte Sure und Surenkanal Wanderweg |

### Oberes Aargauer Suhrental
19 Übergänge überspannen die Suhre von Reitnau bis Schöftland.
| Bild | Name                                       | Ort                   | Lage | Funktion                                                                          | Konstruktion    | Material    | Länge in m | Höhe m ü. M. | Bemerkungen |
| ---- | ------------------------------------------ | --------------------- | ---- | --------------------------------------------------------------------------------- | --------------- | ----------- | ---------- | ------------ | --- |
|      | Suhrematten-Brücke                         | Reitnau – Triengen    |      | Feldwegbrücke                                                                     | Balkenbrücke    | Beton       | 14         | 478          | Fahrverbot für Motorwagen und Motorräder: Ausgenommen sind Anstösser, der landwirtschaftliche Verkehr sowie Fahrzeuge mit Spezialbewilligung Interkantonale Brücke (Kantonsgrenze Aargau – Luzern)                              |
|      | Hydrometrische‑Messstation-Brücke          | Reitnau               |      | Fussgängerbrücke                                                                  | Balkenbrücke    | Stahl       | 12         | 477          | Hydrometrische Messstation Nr. 338 des Kantons Aargau (BVU Departement Bau, Verkehr und Umwelt) |
|      | Gründelstrasse-Brücke                      | Reitnau – Moosleerau  |      | Strassenbrücke (einspurig)                                                        | Balkenbrücke    | Beton Holz  | 13         | 476          | Holzbetonverbundbrücke, ersetzte alte Betonbrücke |
|      | Unbenannte Brücke                          | Attelwil – Moosleerau |      | Fussgänger- und Velobrücke                                                        | Balkenbrücke    | Stahl Holz  | 19         | 476          | Gebaut 2011 Bauwerksnummer B‑7840 Gemeinsamer Rad- und Fussweg |
|      | Suhrebrücke Moosleerau (Attelwilerstrasse) | Attelwil – Moosleerau |      | Strassenbrücke (zweispurig) 326                                                   | Balkenbrücke    | Beton       | 20         | 476          | Gebaut 1949 Bauwerksnummer B‑187 Höchstgeschwindigkeit 80 km/h Buslinie 85 Schöftland – Sursee |
|      | Mühleweg-Brücke                            | Staffelbach           |      | Strassenbrücke (einspurig) mit Rohrleitung an der Brückenseite                    | Balkenbrücke    | Beton       | 12         | 472          | Gebaut 1923 Verbot für Lastwagen: Zubringerdienst gestattet Wanderweg |
|      | Unbenannte Brücke                          | Staffelbach           |      | Viehübergang                                                                      | Gedeckte Brücke | Holz Stahl  | 18         | 471          | Private gedeckte Brücke mit Eternitdach |
|      | Suhrebrücke Staffelbach                    | Staffelbach           |      | Strassenbrücke (zweispurig) mit Trottoirs 327                                     | Balkenbrücke    | Beton       | 17         | 470          | Gebaut 1949 Bauwerksnummer B‑184 Die alte Steinbogenbrücke, die 1897 durch eine Eisenkonstruktion ersetzt wurde, ziert auch das Wappen von Staffelbach. Höchstgeschwindigkeit 50 km/h Buslinie 85 Schöftland – Sursee Wanderweg |
|      | Ruchgasse-Brücke                           | Staffelbach           |      | Feldwegbrücke                                                                     | Balkenbrücke    | Beton       | 10         | 465          | Fahrverbot für Motorwagen und Motorräder: Ausgenommen Landwirtschaft |
|      | Suhrentalstrasse-Brücke                    | Schöftland            |      | Strassenbrücke (zweispurig) 108                                                   | Balkenbrücke    | Beton       | 30         | 462          | Gebaut 1987 Bauwerksnummer B‑119 Höchstgeschwindigkeit 80 km/h |
|      | Unbenannte Brücke                          | Schöftland            |      | Strassenbrücke (einspurig)                                                        | Balkenbrücke    | Beton       | 14         | 461          | Fahrverbot für Motorwagen: Zubringerdienst gestattet Veloland-Route 3 Nord-Süd-Route (Etappe 2 Aarau–Luzern) |
|      | Badweg-Brücke                              | Schöftland            |      | Strassenbrücke (zweispurig) mit Trottoir                                          | Balkenbrücke    | Beton       | 18         | 460          | Höchstgeschwindigkeit 30 km/h |
|      | Suhrebrücke Picardie                       | Schöftland            |      | Strassenbrücke (zweispurig) mit Trottoirs und Rohrleitung an der Brückenseite 237 | Balkenbrücke    | Beton       | 40         | 457          | Gebaut 1980 Bauwerksnummer B‑186 Höchstgeschwindigkeit 50 km/h Buslinie 85 Schöftland – Sursee Wanderweg |
|      | Unbenannter Steg                           | Schöftland            |      | Fussgängerbrücke                                                                  | Balkenbrücke    | Stahl       | 18         | 454          | Kleinwasserkraftwerk Obere Mühle, gebaut 2017 |
|      | Unbenannter Steg                           | Schöftland            |      | Fussgängerbrücke                                                                  | Balkenbrücke    | Beton Stahl | 10         | 454          | Wanderweg |
|      | Mattenweg-Brücke                           | Schöftland            |      | Strassenbrücke (zweispurig)                                                       | Balkenbrücke    | Beton       | 12         | 453          | Gebaut 2007 Höchstgeschwindigkeit 30 km/h Veloland-Route 3 Nord-Süd-Route (Etappe 2 Aarau–Luzern) |
|      | Unbenannter Steg                           | Schöftland            |      | Fussgängerbrücke                                                                  | Bogenbrücke     | Holz        | 16         | 453          | Offene Holzbrücke, gebaut 1983 Allgemeines Fahrverbot |
|      | Holzikerstrasse-Brücke                     | Schöftland            |      | Strassenbrücke (zweispurig) mit Trottoirs 285 236                                 | Balkenbrücke    | Beton       | 30         | 449          | Gebaut 1981 Bauwerksnummer B‑153 Höchstgeschwindigkeit 50 km/h Buslinie 13 Schöftland – Zofingen |
|      | I‑der‑Au-Brücke                            | Schöftland            |      | Feldwegbrücke                                                                     | Balkenbrücke    | Beton       | 18         | 446          | Bauwerksnummer B‑7130 Fahrverbot für Motorwagen und Motorräder: Ausgenommen Landwirtschaft |

### Mittleres Aargauer Suhrental
31 Übergänge überspannen die Suhre von Hirschthal bis Unterentfelden.
| Bild | Name                                     | Ort                            | Lage | Funktion | Konstruktion   | Material    | Länge in m | Höhe m ü. M. | Bemerkungen |
| ---- | ---------------------------------------- | ------------------------------ | ---- | --- | -------------- | ----------- | ---------- | ------------ | --- |
|      | Suhrebrücke Hirschthal (Holzikerstrasse) | Hirschthal                     |      | Strassenbrücke (zweispurig) mit Trottoir und Rohrleitung an der Brückenseite 323                                                                                      | Balkenbrücke   | Beton       | 18         | 443          | Gebaut 1975 Bauwerksnummer B‑198 Höchstgeschwindigkeit 80 km/h |
|      | Hardstrasse-Brücke                       | Hirschthal                     |      | Strassenbrücke (zweispurig) | Balkenbrücke   | Beton       | 18         | 440          | Fahrverbot für Motorwagen und Motorräder: Ausgenommen Zubringerdienst Höchstgeschwindigkeit 50 km/h Veloland-Route 3 Nord-Süd-Route (Etappe 2 Aarau–Luzern) |
|      | Suhrenbrücke Chesslermatt                | Muhen                          |      | Eisenbahnbrücke (eingleisig) | Balkenbrücke   | Beton       | 30         | 439          | Gebaut 2004 Bauwerksnummer B‑7833 WSB Bahnstrecke Aarau−Schöftland (S14) |
|      | Kesslerstrasse‑1-Gebäude                 | Muhen                          |      | Gebäude-«Brücke» | Bachdurchlass  | Beton       | 22         | 436          | Gebaut 1915 |
|      | Kesslerstrasse-Brücke                    | Muhen                          |      | Strassenbrücke (zweispurig) | Bogenbrücke    | Stein Beton | 12         | 436          | Einjochige Steinbogenbrücke, gebaut 1869, ist denkmalgeschützt und im kantonalen Denkmalschutzinventar aufgeführt. Das Müheler-Wappen stellt die alte dreibogige, bereits vor 1536 existierende Brücke dar. Fahrverbot für Motorwagen und Motorräder: Ausgenommen Landwirtschaft und Zubringer Höchstgeschwindigkeit 50 km/h Höchstgewicht 16 t |
|      | Unbenannter Steg                         | Muhen                          |      | Fussgängerbrücke | Balkenbrücke   | Holz Beton  | 16         | 435          | Gebaut 2004 Bauwerksnummer B‑7834 Allgemeines Fahrverbot |
|      | Suhrebrücke Muhen (Köllikerstrasse)      | Muhen                          |      | Strassenbrücke (zweispurig) mit Trottoirs 320 | Balkenbrücke   | Beton       | 18         | 433          | Gebaut 1971, ersetzte Steinbogenbrücke von 1861, die einige Meter nördlich lag Bauwerksnummer B‑185, Höchstgeschwindigkeit 50 km/h Wanderweg |
|      | Unbenannter Steg                         | Muhen                          |      | Feldwegbrücke | Balkenbrücke   | Beton       | 12         | 432          | Private Brücke, gebaut 2004, Bauwerksnummer B‑7836 |
|      | Suhrenbrücke Landi                       | Muhen                          |      | Eisenbahnbrücke (eingleisig) | Balkenbrücke   | Beton       | 29         | 432          | Gebaut 2003 Bauwerksnummer B‑7831 WSB Bahnstrecke Aarau−Schöftland (S14) |
|      | Unbenannte Brücke                        | Muhen                          |      | Fussgängerbrücke | Bogenbrücke    | Beton Stahl | 12         | 431          | |
|      | Schulstrasse-Brücke                      | Muhen                          |      | Strassenbrücke (zweispurig) mit Trottoir | Balkenbrücke   | Beton       | 18         | 430          | Verbot für Lastwagen: Zubringerdienst gestattet Höchstgeschwindigkeit 50 km/h |
|      | Unbenannte Brücke                        | Muhen                          |      | Hirsch-Übergang | Balkenbrücke   | Beton Holz  | 14         | 428          | Eingezäuntes Privatareal |
|      | Hardstrasse-Brücke                       | Muhen                          |      | Strassenbrücke (zweispurig) | Balkenbrücke   | Beton       | 14         | 428          | Verbot für Lastwagen: Zubringerdienst gestattet Höchstgeschwindigkeit 50 km/h Gebaut 2003, früher war an diesem Ort die Dreibogenbrücke von 1610 |
|      | Fabrikstrasse-Brücke                     | Muhen                          |      | Strassenbrücke (einspurig) mit abschliessbarem Tor | Balkenbrücke   | Beton       | 20         | 427          | Gebaut 2003 Allgemeines Fahrverbot: Fabrikareal, Zutritt nur für Berechtigte Dem Gegenverkehr Vortritt lassen (Fahrtrichtung Fabrikareal) Höchstgeschwindigkeit 30 km/h Hinweistafel: «Bei geschlossenem Tor ist der Zutritt für Unbefugte verboten»                                                                                            |
|      | Unbenannte Brücke                        | Muhen                          |      | Feldwegbrücke | Balkenbrücke   | Beton       | 15         | 423          | Hinweisschild «Unfallgefahr: Das Baden im Bereich der defekten Wehranlage sowie das Befahren mit Schiffen ist untersagt!» Übergang ist nicht mehr passierbar. |
|      | Unbenannte Brücke                        | Muhen                          |      | Feldwegbrücke | Balkenbrücke   | Beton       | 12         | 423          | |
|      | A1‑Brücke                                | Muhen – Oberentfelden          |      | Autobahnbrücke (vierspurig) | Balkenbrücke   | Beton       | 40         | 423          | Bauwerksnummer N1‑208 Höchstgeschwindigkeit 120 km/h |
|      | Suhrentalstrasse-Brücke                  | Muhen – Oberentfelden          |      | Strassenbrücke (zweispurig) 108 | Balkenbrücke   | Beton       | 36         | 423          | Gebaut 1965 Bauwerksnummer N1‑208A Höchstgeschwindigkeit 80 km/h |
|      | Unbenannte Brücke                        | Oberentfelden                  |      | Fussgängerbrücke | Bogenbrücke    | Holz Stahl  | 15         | 423          | Offene Holzbrücke, gebaut 2002 Übergang befindet sich auf dem Golfplatz Entfelden. Hinweistafel «Privatgrundstück, Zugang nur zum Restaurant gestattet!» |
|      | Unbenannte Brücke                        | Oberentfelden                  |      | Fussgängerbrücke | Fachwerkbrücke | Stahl       | 20         | 417          | Fahrverbot für Motorwagen, Motorräder und Motorfahrräder |
|      | SBB-Brücke                               | Oberentfelden                  |      | Eisenbahnbrücke (eingleisig) | Balkenbrücke   | Beton       | 18         | 415          | Höchstgeschwindigkeit 100 km/h Bahnstrecke Zofingen – Lenzburg (S28) |
|      | Köllikerstrasse-Brücke                   | Oberentfelden                  |      | Strassenbrücke (zweispurig) mit Trottoirs 235 | Bogenbrücke    | Beton       | 12         | 414          | Gebaut 1964 Bauwerksnummer B‑146 Höchstgeschwindigkeit 50 km/h Buslinie N25 Aarau – Schöftland |
|      | Engelbrücke                              | Oberentfelden                  |      | Fussgängerbrücke | Balkenbrücke   | Stahl Holz  | 9          | 414          | Mit Kletterpflanzen überdachte Brücke |
|      | Schönenwerderstrasse-Brücke              | Oberentfelden                  |      | Strassenbrücke (zweispurig) mit Trottoirs | Balkenbrücke   | Beton       | 10         | 414          | Gebaut 1989 Bauwerksnummer B‑7142 Verbot für Lastwagen: Zubringerdienst gestattet Höchstgeschwindigkeit 30 km/h |
|      | Isegüetlistrasse-Brücke                  | Oberentfelden                  |      | Strassenbrücke (einspurig) mit Rohrleitungen an der Brückenseite | Balkenbrücke   | Beton       | 8          | 413          | Fahrverbot für Motorwagen und Motorräder: Anwohner gestattet Höchstgeschwindigkeit 50 km/h |
|      | Unbenannte Brücke                        | Oberentfelden                  |      | Strassenbrücke (einspurig) mit Trottoir | Balkenbrücke   | Beton       | 8          | 412          | |
|      | Unbenannter Steg                         | Oberentfelden                  |      | Fussgängerbrücke | Balkenbrücke   | Beton       | 25         | 412          | Allgemeines Fahrverbot |
|      | Suhrentalbahn-Brücke                     | Oberentfelden                  |      | Eisenbahnbrücke (eingleisig) | Balkenbrücke   | Beton       | 30         | 412          | Gebaut 1983 Bauwerksnummer B‑7139 WSB Bahnstrecke Aarau−Schöftland (S14) |
|      | Aarauerstrasse-Brücke                    | Unterentfelden – Oberentfelden |      | Strassenbrücke (dreispurig) mit Trottoir, einspurig Fahrtrichtung Unterentfelden, zweispurig Fahrtrichtung Oberentfelden mit Abzweigspur zur Unterdorfstrasse 286 208 | Balkenbrücke   | Beton       | 30         | 412          | Gebaut 1984 Bauwerksnummer B‑123 Höchstgeschwindigkeit 50 km/h |
|      | Suhrenmattstrasse-Brücke                 | Unterentfelden                 |      | Strassenbrücke (zweispurig) mit Trottoirs und beidseitigen Velofahrstreifen                                                                                           | Balkenbrücke   | Beton       | 25         | 410          | Bauwerksnummer B‑6113 Höchstgeschwindigkeit 50 km/h Veloland-Route 3 Nord-Süd-Route (Etappe 2 Aarau–Luzern) und Route 34 Alter Bernerweg (Etappe 4 Zofingen (Oftringen)–Baden) Hydrometrische Messstation Nr. 335 des Kantons Aargau (BVU Departement Bau, Verkehr und Umwelt) befindet sich flussabwärts auf der linken Flussseite.            |
|      | Suhrentalstrasse-Brücke                  | Unterentfelden                 |      | Strassenbrücke (zweispurig) 108 | Balkenbrücke   | Beton       | 40         | 410          | Gebaut 1975 Bauwerksnummer N1‑226 Höchstgeschwindigkeit 80 km/h Veloland-Route 3 Nord-Süd-Route (Etappe 2 Aarau–Luzern) und Route 34 Alter Bernerweg (Etappe 4 Zofingen (Oftringen)–Baden) unterqueren die Brücke auf der rechten Flussseite.                                                                                                   |

### Unteres Aargauer Suhrental
35 Übergänge überspannen die Suhre von Suhr bis zur Mündung in die Aare in Aarau.
| Bild | Name                             | Ort   | Lage | Funktion                                                                             | Konstruktion    | Material    | Länge in m | Höhe m ü. M. | Bemerkungen |
| ---- | -------------------------------- | ----- | ---- | ------------------------------------------------------------------------------------ | --------------- | ----------- | ---------- | ------------ | --- |
|      | Eichmattebrücke                  | Suhr  |      | Strassenbrücke (einspurig)                                                           | Gedeckte Brücke | Holz        | 14         | 406          | Gedeckte Holzbrücke, gebaut 1944, saniert 2002 Das Bauwerk ist denkmalgeschützt. Fahrverbot für Motorwagen und Motorräder: Ausgenommen Landwirtschaft Höchstgeschwindigkeit 5 km/h, Höchstgewicht 3 t Veloland-Route 3 Nord-Süd-Route (Etappe 2 Aarau–Luzern) und Route 34 Alter Bernerweg (Etappe 4 Zofingen (Oftringen)–Baden)          |
|      | Unbenannter Steg                 | Suhr  |      | Wehrbrücke                                                                           | Balkenbrücke    | Beton       | 15         | 402          | Hydrometrische Messstation Nr. 333 des Kantons Aargau (BVU Departement Bau, Verkehr und Umwelt) befindet sich 200 m flussaufwärts auf der linken Flussseite |
|      | Niedermattweg-Brücke             | Suhr  |      | Strassenbrücke (zweispurig)                                                          | Balkenbrücke    | Beton       | 15         | 400          | Höchstgeschwindigkeit 30 km/h |
|      | Unbenannter Steg                 | Suhr  |      | Fussgängerbrücke                                                                     | Balkenbrücke    | Holz        | 15         | 400          | |
|      | Obere‑Dorfstrasse-Brücke         | Suhr  |      | Strassenbrücke (zweispurig) mit Trottoir und Rohrleitungen an der Brückenseite       | Balkenbrücke    | Beton       | 15         | 397          | Höchstgeschwindigkeit 50 km/h Wanderweg |
|      | Tramstrasse-Brücke               | Suhr  |      | Strassenbrücke (zweispurig) mit Trottoirs und Fussgängerstreifen 242                 | Bogenbrücke     | Beton       | 22         | 396          | Gebaut 1770 Bauwerksnummer B‑155 Höchstgeschwindigkeit 50 km/h Buslinien 4 Suhr – Biberstein und 6 Suhr – Aarau Wanderweg |
|      | Alte‑Gasse-Brücke                | Suhr  |      | Strassenbrücke (einspurig) mit Trottoirs                                             | Balkenbrücke    | Beton       | 18         | 395          | Verbot für Lastwagen Vortritt vor dem Gegenverkehr (Fahrtrichtung Nord) Dem Gegenverkehr Vortritt lassen (Fahrtrichtung Süd) Höchstgeschwindigkeit 30 km/h Skatingland-Route 3 Mittelland Skate (Etappe 6 Brugg–Olten) Veloland-Route 67 Wynental-Route (Luzern–Aarau) und Route 34 Alter Bernerweg (Etappe 4 Zofingen (Oftringen)–Baden) |
|      | Unbenannte Brücke                | Suhr  |      | Fussgängerbrücke                                                                     | Balkenbrücke    | Beton       | 18         | 393          | |
|      | Unbenannte Brücke                | Suhr  |      | Fussgängerbrücke                                                                     | Balkenbrücke    | Stahl       | 20         | 389          | Wanderweg |
|      | Suhrentalbahn-Brücke             | Suhr  |      | Eisenbahnbrücke (zweigleisig)                                                        | Balkenbrücke    | Beton       | 30         | 392          | Bauwerksnummer B‑7151 WSB Bahnstrecke Aarau−Schöftland (S14) Höchstgeschwindigkeit 80 km/h |
|      | Kasse‑und‑Garderobe‑Badi-Gebäude | Suhr  |      | Gebäude-«Brücke»                                                                     | Bachdurchlass   | Holz        | 60         | 389          | Gebaut 2008 |
|      | Unbenannter Steg                 | Suhr  |      | Fussgängerbrücke                                                                     | Balkenbrücke    | Stahl       | 19         | 388          | Übergang befindet sich beim Schwimmbad Suhr. |
|      | Restaurant‑Badi-Gebäude          | Suhr  |      | Gebäude-«Brücke»                                                                     | Balkenbrücke    | Holz        | 15         | 388          | |
|      | Alter‑Badiweg-Brücke             | Suhr  |      | Fussgänger- und Velobrücke                                                           | Balkenbrücke    | Stahl       | 18         | 388          | Wanderweg |
|      | Unbenannte Brücke                | Suhr  |      | Strassenbrücke (einspurig)                                                           | Balkenbrücke    | Beton       | 16         | 385          | Privatareal der Firma Schmid Textilrewashing AG. |
|      | Schmid‑Textilrewashing-Gebäude   | Suhr  |      | Gebäude-«Brücke»                                                                     | Bachdurchlass   | Beton       | 16         | 385          | Gebaut 1917 |
|      | Unbenannte Brücke                | Suhr  |      | Strassenbrücke (einspurig) mit Rohrleitungen an den Brückenseiten                    | Balkenbrücke    | Beton       | 20         | 385          | Schleudergefahr Elektrische Metallbarriere mit Chauffeur-Gegensprechanlage Zufahrt zur Firma Schmid Textilrewashing AG. |
|      | Unbenannte Brücke                | Buchs |      | Fussgänger- und Velobrücke                                                           | Balkenbrücke    | Stahl       | 30         | 384          | |
|      | Unbenannter Steg                 | Buchs |      | Fussgänger- und Velobrücke                                                           | Fachwerkbrücke  | Stahl Beton | 22         | 382          | Gebaut 1983 Fahrverbot für Motorwagen und Motorräder |
|      | Unbenannter Steg                 | Buchs |      | Fussgängerbrücke                                                                     | Balkenbrücke    | Stahl       | 20         | 380          | Übergang ist nicht behindertengerecht (beidseitige Treppen). |
|      | Lenzburgerstrasse-Brücke         | Buchs |      | Strassenbrücke (zweispurig) mit Trottoirs und Rohrleitungen unterhalb der Brücke 210 | Balkenbrücke    | Beton       | 30         | 383          | Gebaut 1960 Bauwerksnummer B‑128 Höchstgeschwindigkeit 50 km/h Buslinie 1 Küttigen – Buchs AG |
|      | Suhrenweg-Brücke                 | Buchs |      | Fussgänger- und Velobrücke                                                           | Balkenbrücke    | Beton       | 50         | 380          | Die Brücke wurde 2011/12 erstellt. Bauwerksnummer B‑8113 Fahrverbot für Motorwagen, Motorräder und Motorfahrräder Verbot für Tiere (Pferd) Wanderweg |
|      | Unbenannte Brücke                | Buchs |      | Fussgänger- und Velobrücke                                                           | Trogbrücke      | Holz        | 20         | 377          | Offene Holzbrücke, gebaut 2007, ersetzte Stahlbrücke von 1970 Fahrverbot für Motorwagen und Motorräder Verbot für Tiere (Pferd) Wanderweg |
|      | Suhrenmatte-Steg                 | Buchs |      | Fussgänger- und Velobrücke                                                           | Balkenbrücke    | Stahl       | 22         | 376          | Gebaut 2012/13, ersetzte Brücke von 1983. Fahrverbot für Motorwagen, Motorräder und Motorfahrräder Verbot für Tiere (Pferd) |
|      | Unbenannte Brücke                | Buchs |      | Fussgängerbrücke                                                                     | Balkenbrücke    | Stahl       | 25         | 376          | Übergang ist nicht behindertengerecht (Treppe). |
|      | SBB-Brücke                       | Buchs |      | Eisenbahnbrücke (viergleisig) mit Rohrleitungen unterhalb der Brücke                 | Bogenbrücke     | Beton       | 50         | 381          | Höchstgeschwindigkeit 160 km/h Bahnstrecke Killwangen–Aarau |
|      | Unbenannte Brücke                | Buchs |      | Strassenbrücke (zweispurig) mit Trottoir                                             | Balkenbrücke    | Beton       | 26         | 373          | Fahrverbot für Motorwagen und Motorräder: Ausgenommen im Verkehr mit Tennisanlage Aarau Sackgasse |
|      | Unbenannte Brücke                | Aarau |      | Strassenbrücke (einspurig) mit Trottoir                                              | Balkenbrücke    | Beton       | 24         | 372          | Gebaut 1982 Bauwerksnummer B‑8106 Fahrverbot für Motorwagen und Motorräder |
|      | Hauptstrasse-Brücke              | Aarau |      | Strassenbrücke (zweispurig) 244                                                      | Balkenbrücke    | Beton       | 25         | 372          | Gebaut 1982 Bauwerksnummer B‑160 Einbahnstrasse Höchstgeschwindigkeit 50 km/h Buslinie 2 Aarau – Rohr AG |
|      | Aaretalstrasse-Brücke            | Aarau |      | Strassenbrücke (zweispurig) A1R                                                      | Balkenbrücke    | Beton       | 40         | 372          | Gebaut 1979 Bauwerksnummer N1‑332 Höchstgeschwindigkeit 80 km/h |
|      | Hauptstrasse-Brücke              | Aarau |      | Strassenbrücke (zweispurig) 244                                                      | Balkenbrücke    | Beton       | 38         | 372          | Gebaut 1979 Bauwerksnummer B‑161 Einbahnstrasse Höchstgeschwindigkeit 50 km/h Buslinie 2 Aarau – Rohr AG |
|      | Unbenannte Brücke                | Aarau |      | Fussgänger- und Velobrücke                                                           | Balkenbrücke    | Beton       | 34         | 372          | |
|      | Unbenannte Brücke                | Aarau |      | Fussgänger- und Velobrücke                                                           | Balkenbrücke    | Beton       | 75         | 368          | Gebaut 2010 Bauwerksnummer L‑00113 |
|      | Staffeleggstrasse-Brücke         | Aarau |      | Strassenbrücke (zweispurig) 107                                                      | Balkenbrücke    | Beton       | 70         | 368          | Gebaut 2004/05 Bauwerksnummer B‑105 Höchstgeschwindigkeit 80 km/h Buslinie N21 |
|      | Suhresteg Aarau                  | Aarau |      | Fussgänger- und Velobrücke                                                           | Bogenbrücke     | Stahl Holz  | 29         | 363          | Dreigelenkbogenbrücke, gebaut 2011 Wanderland-Route 42 Aargauer Weg (Etappe 3 Aarau–Brugg) |